# Filesystem in Userspace
Filesystem in Userspace (FUSE) — Файлова система в просторі користувача — це модуль для Unix-подібної операційної системи, який дозволяє користувачам без спеціальних прав та без модифікації ядра створювати власні файлові системи. Це стає можливим завдяки тому, що драйвер файлової системи працює в просторі користувача, а модуль FUSE забезпечує «міст» до поточних інтерфейсів ядра.
FUSE є доступним на Linux, FreeBSD, OpenBSD, NetBSD (як puffs), OpenSolaris, Minix 3, Android та OS X.
FUSE є free software та розповсюджується на умовах GNU General Public License та GNU Lesser General Public License.

## Історія
FUSE система була частиною проекту AVFS (A Virtual Filesystem), файлової системи, побудованої на концепції GNU Hurd.
FUSE в основному розповсюджується на умовах GNU General Public License та GNU Lesser General Public License. Пізніше була реалізована як частина базової системи FreeBSD та на умовах Simplified BSD. На умовах ліцензії ISC була реалізована Sylvestre Gallon в березні 2013, та включена у OpenBSD в червні 2013.
FUSE офіційно включена в основне дерево Linux ядра починаючи з версії 2.6.14.

## Використання
FUSE особливо корисна для створення віртуальних файлових систем. На відміну від класичних файлових систем, які в основному зберігають та отримують дані з носіїв, віртуальні безпосередньо дані не зберігають. Вони більш є відображенням певної структури даних.
Взагалі будь-якій ресурс, якій може бути втілений як FUSE реалізація, може бути експортовано в файлову систему.

## Приклади використання
- Keybase filesystem (KBFS) [Архівовано 24 листопада 2016 у Wayback Machine.]: розподілена файлова система з шифрування на боці клієнтів, з глобальним простором назв.
- Wuala: Багатоплатформовна, Java-based, повністю інтегрована інтегрована з ОС розподілена файлова система. Використовує FUSE, MacFUSE та Callback File System [Архівовано 7 жовтня 2011 у Wayback Machine.] для інтегрування з файловою системою та Java-додатки для роботи із браузерів, що підтримують Java.
- WebDrive: Комерційна реалізація файлової системи WebDAV, SFTP, FTP, FTPS та Amazon S3
- Transmit: Комерційний FTP клієнт, що має можливість монтувати ресурси WebDAV, SFTP, FTP та Amazon S3 як диски в Finder через MacFUSE.
- ExpanDrive: Комерційна реалізація файлової системи SFTP/FTP/S3/Swift через використання FUSE
- GlusterFS: Кластерна файлова система, що може розширюватись до декілька петабайт.
- SSHFS: Забезпечує доступ до віддаленої файлової системи через SSH
- FTPFS
- GmailFS: Файлова система, що зберігає дані як листи в Gmail
- GVfs: Віртуальна файлова система для GNOME desktop
- EncFS: Зашифрована віртуальна система
- NTFS-3G та Captive NTFS забезечують доступ до NTFS файлової системи
- WikipediaFS: Перегляд та редагування статей з Wikipedia так, начебто вони реальні файли.
- Кластерна ФС Lustre[7] для FreeBSD, а також для Linux з підтримкою ZFS[8]
- archivemount
- Sector File System: розподілена файлова система, що використовує звичайні комп'ютери для зберігання даних.
- CloudStore (раніше, Kosmos filesystem)
- MooseFS: Розподілена, відмовостійка файлова система з відкритим кодом яка доступна на будь-якій ОС, де реалізована FUSE (Linux, FreeBSD, NetBSD, OpenSolaris, OS X).
- GDFS: Файлова система, що монтує ваш Google Drive як локальний диск.

## Схожі реалізації
- 9P (protocol)
- Installable File System
- Dokan Library